# Ryszard Szwoch
Ryszard Szwoch (ur. 1 maja 1949 w Starogardzie Gdańskim) – polski nauczyciel, polonista, historyk, znawca dziejów Kociewia i Starogardu Gdańskiego.

## Życiorys
Absolwent filologii polskiej na Uniwersytecie Gdańskim; wieloletni nauczyciel I Liceum Ogólnokształcącego w Starogardzie Gdańskim. Propagator kultury i badacz dziejów Kociewia. Sekretarz Starogardzkiego Oddziału Towarzystwa Literackiego im. Adama Mickiewicza oraz sekretarz Towarzystwa Miłośników Ziemi Kociewskiej; Redaktor naczelny w latach 1995-2000 kwartalnika Zapiski Kociewskie, wydawanego przez Towarzystwo Miłośników Ziemi Kociewskiej i Starogardzkie Centrum Kultury; redaktor Kociewskiego Magazynu Regionalnego.
Zajmuje się biografistyką, współpracuje z Polskim słownikiem biograficznym, Słownikiem pracowników książki polskiej, Słownikiem biograficznym Pomorza Nadwiślańskiego; opracował Słownik biograficzny Kociewia (tomy 1-7: Starogard Gdański: Towarzystwo Miłośników Ziemi Kociewskiej, 2006-2017).
Jest autorem wielu opracowań książkowych, kilkuset artykułów w zamieszczanych w czasopismach, m.in.: Zapiski Kociewskie, „Pomerania”, Roczniki Muzealne Rydwan.
Wyróżniony Złotym Krzyżem Zasługi, Krzyżem Kawalerskim Orderu Odrodzenia Polski (2012), odznaką honorową „Zasłużony dla Kultury Polskiej”, Medalem „Chwalba Grzymisława”.

## Niektóre publikacje
- Słownik biograficzny Kociewia (tom 1 - 7) Starogard Gdański: Towarzystwo Miłośników Ziemi Kociewskiej, 2005, 2006, 2008, 2013, 2014, 2017, 2022.

- Dzieje Starogardu. Tom 1: Historia miasta do 1920 roku. Starogard Gdański, Toruń: Errata, 1998 (współautor).

- Słownik kociewski Bernarda Sychty. Starogard Gdański: Towarzystwo Miłośników Ziemi Kociewskiej, 1992.

- Starogardzka fara św. Mateusza – architektura i sztuka. Pelplin: „Bernardinum”, Starogard Gdański: Towarzystwo Miłośników Ziemi Kociewskiej, 2000. ISBN 83-88487-27-2, ISBN 83-7114-004-5.

- Starogardzka Książnica. Miejska Biblioteka Publiczna im. ks. Bernarda Sychty. Tczew, Starogard Gdański: Kociewski Kantor Edytorski, 1986. ISBN 83-85026-03-7.

- Z Auschwitz do nieba – święci i błogosławieni. Pelplin: Wydawnictwo „Bernardinum”, 2006. ISBN 83-7380-372-6.

- Szpęgawskie memento. Starogard Gdański: „Promocja”, 2001. ISBN 83-913659-3-X.

- Jeszcze słychać dzwonek i skrzypienie kredy; album wspomnień 125-lecia starogardzkiego ogólniaka 1880-2005. Starogard Gdański: Stowarzyszenie „Instytut Kociewski”, 2005. ISBN 83-920226-2-9.

- Kociewie – kraina wśród lasów, jezior i rzek: największe atrakcje turystyczne. Starogard Gdański: Stowarzyszenie „Instytut Kociewski”, 2005 (współautor). ISBN 83-920226-1-0.

- Z dziejów gimnazjum w Starogardzie Gdańskim 1880-1939. Starogard Gdański, 1980.

- Starogardzkie gimnazjum 1880-2000; księga jubileuszowa zjazdu absolwentów Państwowego Gimnazjum i Liceum, Liceum Ogólnokształcącego im. Stanisława Staszica, Liceum Ogólnokształcącego TPD i Liceum Ogólnokształcącego im. Marii Skłodowskiej-Curie, Liceum Ogólnokształcącego dla Pracujących. Starogard Gdański: Towarzystwo Miłośników Ziemi Kociewskiej, Pelplin: „Bernardinum”, 2000. ISBN 83-7114-003-7, ISBN 83-88487-23-X.

- Współczesny folklor Kociewia, [w:] Kociewie II. Gdańsk 1987.

- Ks. dr Bernard Sychta (1907-1982): wdzięczność i pamięć. Starogard Gdański: Stowarzyszenie „Instytut Kociewski”, 2012. ISBN 978-83-63077-99-0